# Abbie Myers
Abbie Myers (ur. 18 lipca 1994) – australijska tenisistka.

## Kariera tenisowa
W karierze wygrała jeden turniej singlowy i siedemnaście deblowych rangi ITF. 29 kwietnia 2019 zajmowała najwyższe miejsce w rankingu singlowym WTA Tour – 257. pozycję, natomiast 20 lipca 2015 osiągnęła najwyższą lokatę w deblu – 182. miejsce.
W 2010 roku wchodziła w skład juniorskiej drużyny rywalizującej w rozgrywkach Pucharu Federacji, która osiągnęła finał zawodów.
W 2015 roku zadebiutowała w turnieju głównym zawodów wielkoszlemowych, przegrywając w pierwszej rundzie gry podwójnej podczas Australian Open.
W 2017 roku na krótko zawiesiła karierę zawodową, by w 2018 roku do niej powrócić.

## Wygrane turnieje rangi ITF
| turnieje z pulą nagród 100 000 $   |
| turnieje z pulą nagród 75/80 000 $ |
| turnieje z pulą nagród 50/60 000 $ |
| turnieje z pulą nagród 25 000 $    |
| turnieje z pulą nagród 15 000 $    |
| turnieje z pulą nagród 10 000 $    |

### Gra pojedyncza
|    | Data       | Turniej        | Naw.   | Przeciwniczka | Wynik         |
| 1. | 24/08/2014 | Szarm el-Szejk | Twarda | Li Yixuan     | 3:6, 6:3, 6:0 |

### Gra podwójna
|     | Data       | Turniej                 | Naw.      | Partnerka                    | Przeciwniczki                                | Wynik             |
| 1.  | 07/04/2012 | Manama                  | Twarda    | Anna Tiulpa                  | Jana Sizikowa Anna Zaja                      | 6:3, 3:6, 13–11   |
| 2.  | 03/06/2012 | Trabzon                 | Twarda    | Margarita Łazariewa          | Sultan Gönen Büşra Kayrun                    | 6:2, 6:3          |
| 3.  | 24/06/2012 | Stambuł                 | Twarda    | Beatriz Maria Martins Cecato | Diana Isajewa Ksienija Kiriłłowa             | 6:1, 7:6(7)       |
| 4.  | 10/11/2012 | Heraklion               | Dywanowa  | Başak Eraydın                | Borisława Botuszarowa Wiwian Złatanowa       | 6:0, 6:1          |
| 5.  | 16/11/2012 | Heraklion               | Dywanowa  | Başak Eraydın                | Tamara Čurović Jana Sizikowa                 | 6:4, 6:4          |
| 6.  | 13/12/2013 | Hongkong                | Twarda    | Ellen Perez                  | Chuang Chia-jung Lee Ya-hsuan                | 4:6, 6:3, 10–8    |
| 7.  | 23/08/2014 | Szarm el-Szejk          | Twarda    | Claudia Williams             | Britt Geukens Jasmin Ladurner                | 6:0, 4:6, 10–5    |
| 8.  | 09/10/2014 | Cairns                  | Twarda    | Jessica Moore                | Alison Bai Ayaka Okuno                       | 6:2, 6:2          |
| 9.  | 17/10/2014 | Toowoomba               | Twarda    | Jessica Moore                | Lizette Cabrera Priscilla Hon                | 6:3, 6:3          |
| 10. | 09/11/2014 | Bendigo                 | Twarda    | Jessica Moore                | Naiktha Bains Karolina Wlodarczak            | 6:4, 6:0          |
| 11. | 14/11/2014 | Bendigo                 | Twarda    | Jessica Moore                | Varatchaya Wongteanchai Varunya Wongteanchai | 3:6, 6:1, 10–6    |
| 12. | 06/03/2015 | Port Pirie              | Twarda    | Jessica Moore                | Liu Chang Tian Ran                           | 6:0, 6:3          |
| 13. | 29/04/2016 | Manisa                  | Ceglana   | Melis Sezer                  | Eleni Daniilidu Margarita Łazariewa          | 6:4, 6:4          |
| 14. | 21/07/2016 | Saint-Gervais-les-Bains | Ceglana   | Ellen Perez                  | Fatima an-Nabhani Estelle Cascino            | 7:6(5), 6:2       |
| 15. | 21/09/2019 | Cairns                  | Twarda    | Emily Fanning                | Maddison Inglis Asia Muhammad                | 2:6, 7:6(2), 10–7 |
| 16. | 12/10/2019 | Toowoomba               | Twarda    | Belinda Woolcock             | Haruna Arakawa Misaki Matsuda                | 7:6(2), 6:3       |
| 17. | 07/03/2020 | Mildura                 | Trawiasta | Tereza Mihalíková            | Arina Rodionowa Erin Routliffe               | 6:3, 6:2          |